# بحيرة مع أشجار ميتة
بحيرة مع أشجار ميتة (بالإنجليزية: Lake with Dead Trees)‏، والمعروفة أيضًا باسم كاتسكيل (بالإنجليزية: Catskill)‏، هي لوحة زيتية على قماش أكملها توماس كول في عام 1825. يصور مشهدًا في جبال كاتسكيل في جنوب شرق ولاية نيويورك، هذا العمل هو واحد من خمسة مناظر طبيعية لكول 1825 لتأسيس الحركة الفنية الأمريكية في منتصف القرن التاسع عشر والمعروفة باسم مدرسة نهر هدسون.